# Патер Іван Григорович
Патер Іван Григорович (12 серпня 1948, с. Підсоснів) — український історик. Доктор історичних наук (2000), професор. Заслужений діяч науки і техніки України (2008).

## Біографія
Іван Григорович Патер народився 12 серпня 1948 року у с. Підсоснів Пустомитівського району Львівської області.
У 1969 році закінчив історичний факультет Львівського державного університету ім. І.Франка. Після закінчення інституту два роки служив в армії. У 1971–1972 році обіймав посаду відповідального секретаря Львівської міської організації УТОПІК.
З 1972 року працює в Інституті суспільних наук АН УРСР (з 1993 року — Інститут українознавства імені І. Крип'якевича НАН України). Послідовно був молодшим науковим співробітником, вченим секретарем, старшим науковим співробітником, заступником директора з наукової роботи, провідним науковим співробітником. Обіймає посаду завідувача відділом новітньої історії.
У 1983 році захистив кандидатську дисертацію на тему «Антинародна діяльність автокефальної церкви на Волині (1921–1939 рр.)», у 2000 році — докторську (тема «Союз визволення України: проблема державності і соборності»).
З 2003 року також викладає в Львівському національному університеті, є професором кафедри новітньої історії України.

## Наукова діяльність
Основний напрям наукових інтересів — політична історія України першої половини XX століття. Є автором понад 150 наукових і науково-популярних праць.
Лауреат премії НАН України за найкращу наукову працю з історії боротьби за незалежність України та розбудову української державності (2001).

## Основні наукові публікації

### Монографії, збірники, брошури
- Союз визволення України: проблема державності і соборності. – Львів, 2000. – 346 с.
- Союз визволення України: спроба консолідації національно-демократичних сил. Історичний нарис. Львів, 1998. – 38 с.
- За державність і соборність. Історичний нарис. – Львів, 2000. – 49 с.
- Львів. Історичні нариси. – Львів, 1996. – 648 с. (співавтор).
- Літопис нескореної України: Документи, матеріали, спогади. Кн..1. – Львів, 1993. – 800 с. (співавтор); Кн. ІІ. – Львів, 1997. – 664 с. (співавтор).
- Депортації. Західні землі України кінця 30-х – початку 50-х рр. Документи, матеріали, спогади: у 3-х т. Т. І: 1939–1945 рр. – Львів, 1996. – 751 с (співавтор); Т. 2: 1946–1947. – Львів, 1998. – 537 с. (співавтор); Т. 3: Спогади. – Львів, 2002. – 401 с. (співавтор).
- Історія українського селянства. Т. І. – К., 2006. (співавтор).
- Історія України. Вид. 4-е. – Львів, 2003. – 520 с. (співавтор).

### Енциклопедії
- Статті в "Енциклопедії історії України", "Енциклопедії сучасної України", "Енциклопедії Львова".

### Статті
- Перемишль і Перемиська земля у часи російської окупації в березні–червні 1915 р. // Перемишль і Перемиська земля протягом віків. Вип.1. – Перемишль–Львів, 1996. – С.159–169.
- Іван Франко і Союз визволення України // Іван Франко – письменник, мислитель, громадянин. – Львів, 1997. – С.68–77.
- Союз визволення України та українське питання в політиці Центральних держав 1914–1918 рр. // Україна: культурна спадщина, національна свідомість, державність. Вип. 3–4. – Львів, 1997. – С.141–162.
- Галичина і галичани в діяльності Союзу визволення України // Збірник праць і матеріалів на пошану Л.І.Крушельницької. – Львів, 1998. – С.153–169.
- Materiały do dziejów Ukrainy w okresie I wojny światowej przechowywane w Kanadyjskim Archiwum Narodowym // Biuletyn Południowo–Wschodniego Instytutu Naukowego. Badania ukrainoznawcze. Przemyśl, 1998. – Nr. 4. – S.173–177.
- Український рух у роки Першої світової війни // Україна: культурна спадщина, національна свідомість, державність. Вип. 6. – Львів, 2000. – С.116–120.
- Загальна Українська Рада: проблема консолідації національно-демократичних сил // Україна: культурна спадщина, національна свідомість, державність. Вип. 7. – Львів, 2000. – С.256-260.
- Діяльність Івана Крип’якевича в Союзі визволення України // Україна: культурна спадщина, національна свідомість, державність. Вип. 8. – Львів, 2001. – С.267–306.
- Українсько-російські відносини (березень 1917 – жовтень 1918) // Шляхами історії. Наук. зб. історичного факультету ЛНУ ім. Івана Франка. – Львів, 2004. – С.255–278.
- Зв’язки Союзу визволення України з Наддніпрянщиною // Конгрес Міжнародної асоціації україністів. Історія. Ч.3. – Чернівці, 2005. – С.6–10.
- Буковинці у Союзі визволення України // Покликання служити людям. Зб. наук. праць. – Чернівці, 2006, – С.70–83.